# كوندامين (أين)
كوندامين (بالفرنسية: Condamine)‏ هي بلدية فرنسية تقع في إقليم الأين في فرنسا. رمز إنسي لها هو:1112. أما الرمز البريدي لها فهو: 1430.